# Route nationale 17 (Guinée)
Pour les articles homonymes, voir Route nationale 17.
La Route nationale 17 (N17) est une route nationale en république de Guinée, partant de Mandiana à la sortie de la N1 et se terminant à Noumoudjiguila à la frontière avec la Côte d'Ivoire. Elle mesure 118 kilomètres de long.

## Tracé
- Mandiana
- Ilola
- Ourala
- Tindela
- Noumoudjiguila
- Frontière entre la Côte d'Ivoire et la Guinée